# Teorema de la intersección de Cantor
El teorema de la intersección de Cantor refiere a dos teoremas estrechamente relacionados topología general y análisis real, nombrado en honor a Georg Cantor, en relación con intersecciones de secuencias anidadas de conjuntos compactos no vacíos.

## Enunciación topológica
Teorema. Sea S un espacio topológico. Una secuencia anidada decreciente de subconjuntos no vacíos cerrados y compactos de S tiene una intersección no vacía. En otras palabras, suponiendo que {\displaystyle (C_{k})} es una secuencia de subconjuntos no vacíos compactos y cerrados de S que satisface
{\displaystyle C_{0}\supset C_{1}\supset \cdots C_{n}\supset C_{n+1}\cdots ,}
resulta que
{\displaystyle \left(\bigcap _{k}C_{k}\right)\neq \emptyset .}
Nota: Podemos abandonar la condición de cerrado en situaciones donde cada subconjunto compacto de S es cerrado; por ejemplo, cuando S es un espacio de Hausdorff.
Demostración. Supóngase por contradicción que {\displaystyle \bigcap C_{k}=\emptyset }. Para cada k, sea {\displaystyle U_{k}=C_{0}\setminus C_{k}}. Como {\displaystyle \bigcup U_{k}=C_{0}\setminus \left(\bigcap C_{k}\right)} y {\displaystyle \bigcap C_{k}=\emptyset }, se tiene que {\displaystyle \bigcup U_{k}=C_{0}}. Nótese que como {\displaystyle C_{k}} son cerradas relativamente a S y, por lo tanto, también cerradas relativamente a {\displaystyle C_{0}}, la {\displaystyle U_{k}}, su conjunto complementa {\displaystyle C_{0}}, son abiertos relativamente a {\displaystyle C_{0}}.
Como {\displaystyle C_{0}\subset S} es compacto, {\displaystyle (U_{k})} es un recubrimiento de abiertos (en {\displaystyle C_{0}}) de {\displaystyle C_{0}}, se puede extraer una tapa finita {\displaystyle \{U_{k_{1}},U_{k_{2}},\ldots ,U_{k_{m}}\}}. Sea {\displaystyle M=\max _{1\leq i\leq m}{k_{i}}}. Entonces {\displaystyle \bigcup U_{k_{i}}=U_{M}} ya que {\displaystyle U_{1}\subset U_{2}\subset \cdots \subset U_{n}\subset U_{n+1}\cdots }, por la hipótesis de anidamiento de la colección {\displaystyle (C_{k})}. Consecuentemente, {\displaystyle C_{0}=\bigcup U_{k_{i}}=U_{M}}, pero entonces {\displaystyle C_{M}=C_{0}\setminus U_{M}=\emptyset }, contradiciéndose. ∎